# Volosovskij rajon
Il Volosovskij rajon (in russo Волосовский район?) è un rajon dell'Oblast' di Leningrado, nella Russia europea occidentale; il capoluogo è la città di Volosovo.